# Mundochthonius japonicus
Mundochthonius japonicus är en spindeldjursart som beskrevs av Chamberlin 1929. Mundochthonius japonicus ingår i släktet Mundochthonius och familjen käkklokrypare.

## Underarter
Arten delas in i följande underarter:
- M. j. imadatei
- M. j. japonicus
- M. j. scolytidis
- M. j. tripartitus